# Flaccitheus
Flaccitheus est le roi des Ruges dans le troisième quart du Ve siècle, jusqu'en 475. Il est le père de Feletheus.
On ne connaît ni la date à partir de laquelle il a commencé à régner ni quand il est mort. Le roi Flaccitheus n'est mentionné que dans une source unique : la Vita sancti Severini d'Eugippe (5,1-4 ; 8,1 ; 42,2).
Bien que converti à l'arianisme, il venait consulter saint Séverin au monastère de Favianae dès le début de son règne (Vita s. Severini, 8,1).  Ce dernier, après un oracle divin, prophétise le départ des Ostrogoths, qui laissera les mains libres à Flaccitheus. Il lui annonce aussi, dans une seconde prophétie, qu'il ne doit pas poursuivre des pillards au-delà du Danube de crainte de mourir dans une embuscade (Vita s. Severini, 5,1-4). Finalement il mourut paisiblement, conformément à cette dernière prophétie.